# Sverker I

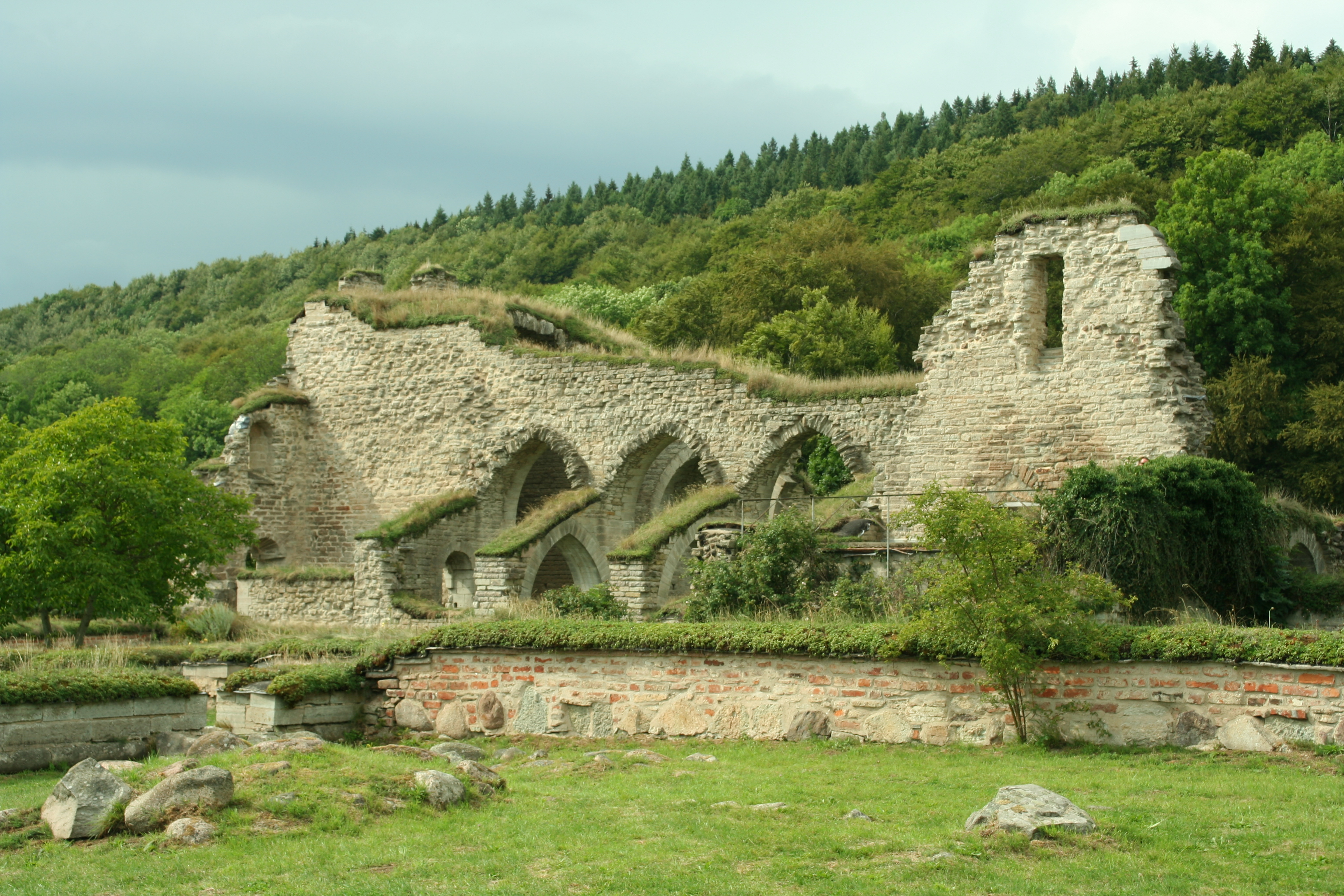
El Convento de Alvastra, fundado por Sverker I, fue la tumba del monarca.

Sverker I (?-Ödeshög, 25 de diciembre de 1156). Rey de Suecia entre 1130 y 1156. Según la tradición, era nieto del rey pagano Blot-Sven. Fue el fundador de la dinastía que llevó su nombre (la Casa de Sverker). 

## Biografía
Fue elegido rey primero por los gautas de Östergötland en 1113 y después por los suiones alrededor de 1130. Se enfrentó a Magnus Nilsson, el príncipe danés que fungía como rey en Västergötland, región que Sverker conquistó tras la expulsión de Magnus.
Sverker casó en dos ocasiones. En sus matrimonios buscaba fortalecer al reino, por lo que sus cónyuges fueron nobles extranjeras. Su primer matrimonio fue con Ulvhild Håkonsdatter, la noble noruega viuda de Inge II de Suecia. Con ese matrimonio, Sverker pretendía fortalecer los lazos con Noruega. A la muerte de Ulvhild en 1148, Sverker casó con Riquilda de Polonia, hija del rey polaco Boleslao III el Bocatorcida y viuda de Magnus Nilsson; gracias a este matrimonio Sverker fue reconocido también como rey en Västergötland, la región adherida a su antiguo rival.
A Sverker se debe la construcción del primer convento cisterciense en Suecia, el convento de Alvastra, fundado en 1143 en un predio propiedad de su primera esposa, Ulvhild. También fundó los conventos de Nydala y Varnhem.
En la década de 1150, Sverker entró en guerra con Dinamarca. Los resultados le fueron favorables y pudo colocar a su hijastro, Canuto, el hijo de Riquilda y Magnus Nilsson, como rey de Dinamarca en 1154. Como sello de la alianza con Canuto, Sverker le había otorgado en 1156 una de sus hijas como esposa.
Fue asesinado en 1156 por sus propios hombres, cuando se dirigía a misa la noche de Navidad cerca del poblado de Ödeshög, junto al lago Vättern. Fue sepultado en el Convento de Alvastra. El sospechoso del crimen fue el príncipe danés y pretendiente al trono sueco Magnus Henriksen.

## Familia
Con Ulvhild Håkonsdatter tuvo cuatro hijos, dos varones y dos hijas:
1. Juan, según Saxo Gramático asesinado por campesinos enfurecidos en un thing, a principios de la década de 1150, probablemente en 1153.[2]
2. Carlos VII Sverkersson (1130-1167). Rey de Suecia.
3. Ingegerd.
4. Helena que sería reina de Dinamarca al casarse con Canuto V, el hijastro de Sverker.
5. Sune Sik (?). Probablemente un personaje legendario. Algunas fuentes lo consideran abuelo de Birger Jarl.

Con Riquilda de Polonia sólo tuvo un hijo conocido:
1. Boleslao Sverkersson. Pretendiente al trono de Suecia.

Tuvo otro hijo, probablemente fruto de su relación con una mujer desconocida:
1. Kol Sverkersson. Pretendiente al trono de Suecia.